# بي. روبي ريتش
بي. روبي ريتش (بالإنجليزية: B. Ruby Rich)‏ هي ناقدة سينمائية وصحفية أمريكية، ولدت في 1948 في بوسطن في الولايات المتحدة.

## وصلات خارجية
- الموقع الرسمي
- بي. روبي ريتش على موقع IMDb (الإنجليزية)
- بي. روبي ريتش على موقع ميتاكريتيك (الإنجليزية)
- بي. روبي ريتش على موقع روتن توميتوز (الإنجليزية)
- بي. روبي ريتش على موقع روتن توميتوز (الإنجليزية)
- بي. روبي ريتش على موقع قاعدة بيانات الفيلم (الإنجليزية)
- بي. روبي ريتش على موقع كينوبويسك (الروسية)